# Lónguida
Lónguida in castigliano e Longida in basco, è un comune spagnolo di 294 abitanti situato nella comunità autonoma della Navarra.